# Csáky János
Kőrösszegi és adorjáni gróf Csáky János (1720 – Pozsony, 1795. október 27.) valódi belső titkos tanácsos, származása révén Szepes vármegye örökös főispánja.

## Élete
Gróf Csáky György (1677–1741) főúr, generális, tábornagy és báró Ebergényi Ilona fia. Az anyai nagyszülei báró ebergényi és telekesi Ebergényi László (1660–1724), császári tábornagy, földbirtokos és gróf Széchényi Julianna (1679–1716) voltak. Édesapja ezredében volt kapitány, 1747-ben megnősült. 1765. február 20-ától a szent korona őrző tisztje és tárnokmester, később a 16 szepesi város visszaszerzésére 1772-ben Mária Terézia által kirendelt királyi biztos; a Szent István-rend vitéze és országbírája. Életének utolsó hónapjait nyugalomban töltötte Pozsonyban.

## Munkái
Kézirati munkája latin beszéde, melyet mint királyi biztos a lublóiknak mondott: Allocutio ad Lubyovienses a. 1772. címmel megvan az Országos Széchényi Könyvtárban.